# División Patrick
La División Patrick de la NHL se creó en 1974 como parte de la Conferencia Clarence Campbell. La división se trasladó a la Conferencia Príncipe de Gales en 1981. La división existió durante 19 temporadas hasta 1993. Se nombraba así en honor a Lester Patrick. Esta división es la predecesora de la actual División Atlántico.

## Composición de la división a través de la historia

### 1974-1979
- Atlanta Flames
- New York Islanders
- New York Rangers
- Philadelphia Flyers

#### Cambios para la temporada 1973-1974
- The Patrick Division is formed as a result of NHL realignment
- The New York Islanders and New York Rangers come from the Eastern Division
- The Atlanta Flames and Philadelphia Flyers come from the Western Division

### 1979-1980
- Atlanta Flames
- New York Islanders
- New York Rangers
- Philadelphia Flyers
- Washington Capitals

#### Cambios para la temporada 1978-1979
- Los Washington Capitals se incorporan desde la División Norris.

### 1980-1981
- Calgary Flames
- New York Islanders
- New York Rangers
- Philadelphia Flyers
- Washington Capitals

#### Cambios para la temporada 1979-1980
- Los Atlanta Flames se mudan a Calgary, Alberta convirtiéndose en los Calgary Flames

### 1981-1982
- New York Islanders
- New York Rangers
- Philadelphia Flyers
- Pittsburgh Penguins
- Washington Capitals

#### Cambios para la temporada 1980-1981
- La División Patrick se traslada desde la Conferencia Clarence Campbell a la Conferencia Príncipe de Gales.
- Los Calgary Flames se trasladan a la División Smythe.
- Los Pittsburgh Penguins llegan desde la División Norris.

### 1982-1993
- New Jersey Devils
- New York Islanders
- New York Rangers
- Philadelphia Flyers
- Pittsburgh Penguins
- Washington Capitals

#### Cambios para la temporada 1981-1982
- Los Colorado Rockies se mudan a East Rutherford, Nueva Jersey convirtiéndose en los New Jersey Devils.
- Los New Jersey Devils llegan procedentes de la División Smythe.

### Tras la temporada 1992-1993
La liga se reorganizó en dos conferencias de dos divisiones cada una:
- Conferencia Este
  - División Atlántico
  - División Noreste
- Conferencia Oeste
  - División Central
  - División Pacífico

## Campeones de División
- 1975 - Philadelphia Flyers
- 1976 - Philadelphia Flyers
- 1977 - Philadelphia Flyers
- 1978 - New York Islanders
- 1979 - New York Islanders
- 1980 - Philadelphia Flyers
- 1981 - New York Islanders
- 1982 - New York Islanders
- 1983 - Philadelphia Flyers
- 1984 - New York Islanders
- 1985 - Philadelphia Flyers
- 1986 - Philadelphia Flyers
- 1987 - Philadelphia Flyers
- 1988 - New York Islanders
- 1989 - Washington Capitals
- 1990 - New York Rangers
- 1991 - Pittsburgh Penguins
- 1992 - New York Rangers
- 1993 - Pittsburgh Penguins

## Ganadores de la Stanley Cup
- 1975 - Philadelphia Flyers
- 1980 - New York Islanders
- 1981 - New York Islanders
- 1982 - New York Islanders
- 1983 - New York Islanders
- 1991 - Pittsburgh Penguins
- 1992 - Pittsburgh Penguins